# Manto-oja (vattendrag, lat 67,68, long 24,75)
Manto-oja är ett vattendrag i Finland.   Det ligger i landskapet Lappland, i den norra delen av landet, 800 km norr om huvudstaden Helsingfors.